# Al Keller
Alvah August Keller, mais conhecido como Al Keller (Alexander, Nova Iorque, 11 de abril de 1920 — Phoenix, Arizona,19 de novembro de 1961) foi um automobilista norte-americano. 

## NASCAR
Keller participou da série NASCAR Strictly Stock/Grand National, desde sua inauguração, em 1949, até 1956, alcançando um total de 29 corridas em sua carreira na competição. Ele venceu duas corridas durante a temporada de 1954, e foi o primeiro piloto na história da principal divisão da NASCAR a vencer uma corrida em um carro fabricado no exterior. 
O piloto venceu a décima-oitava etapa da NASCAR Grand National de 1954, realizada no Aeroporto Linden, em Nova Jersey, dirigindo um Jaguar XK120 de propriedade do líder de big band Paul Whiteman, em um percurso total de duas milhas. Ele também venceu por uma margem de duas voltas no Oglethorpe Speedway em 1954.

## IndyCar
Em 1954, Keller começou uma transição para a IndyCar. Ele correu nas séries AAA e USAC Champ Car, competindo nas temporadas de 1954 a 1959, e depois, de 196, com um total de 32 largadas, incluindo a Indianápolis 500 por seis vezes. Al se envolveu no acidente que matou Bill Vukovich, em 1955. 
Terminou entre os dez primeiros colocados 13 vezes, obtendo como seu melhor resultado um segundo lugar, por duas vezes — Atlanta, em 1956, e Milwaukee, em 1961. Seu melhor resultado na Indy 500 foi uma quinta colocação, obtida em 1961.

## Morte
Durante a última corrida do calendário do Campeonato Nacional USAC de 1961, que aconteceu no Arizona State Fairgrounds, em Phoenix, no dia 19 de novembro de 1961, Keller estava completando sua quadragésima primeira volta na pista. Quando passou pela curva de número 4, ele acabou tomando uma trajetória mais alta do que a que seria normal, e uma de suas rodas direitas enganchou em um sulco na pista, que estava em más condições naquele ano.  
O carro do piloto girou, fora de controle, vindo a capotar de lado seis vezes, caindo de cabeça para baixo em uma cerca de arame, onde o corpo de Keller ficou preso. Nenhum outro carro se envolveu no acidente. A equipe de socorro se apressou em ajudar Keller, mas sua condição estava além de qualquer ajuda. Ele acabou morrendo como consequência de ferimentos sofridos, com apenas 41 anos de idade. 